# Виртоапеле-де-Жос
Виртоапеле-де-Жос (рум. Vârtoapele de Jos) — село у повіті Телеорман в Румунії. Входить до складу комуни Виртоапе.
Село розташоване на відстані 77 км на захід від Бухареста, 25 км на північний захід від Александрії, 111 км на схід від Крайови.

## Населення
За даними перепису населення 2002 року у селі проживали 1165 осіб. Рідною мовою 1160 осіб (99,6%) назвали румунську.
Національний склад населення села:
| Національність | Кількість осіб | Відсоток |
| -------------- | -------------- | -------- |
| румуни         | 1157           | 99,3%    |
| цигани         | 6              | 0,5%     |